# 天保口岸
天保口岸是位中国云南省文山壮族苗族自治州麻栗坡县天保镇与越南河江省清翠之间的出入境口岸。与该口岸相接的是越南河江省渭川县的清水口岸。

## 概述
1993年2月6日被国务院确定为国家一级口岸，1993年6月20日正式启用。与 246国道、越南国道2号连接。